# سالارا
سالارا (بالإيطالية: Salara)‏ هي بلدية في مقاطعة رفيغة في منطقة فنيتة، شمال إيطاليا. تقع على بعد 90 كيلومترًا (56 ميلًا) جنوب غرب البندقية و30 كيلومترًا (19 ميلًا) جنوب غرب رفيغة.